# Ljubochna
Ljubochna (anche traslitterata come Ljubohna) è una cittadina della Russia europea occidentale, situata nella oblast' di Brjansk. È dipendente amministrativamente dal rajon Djat'kovskij.
Sorge nella parte nordorientale della oblast', 25 chilometri a nord del capoluogo Brjansk lungo la linea ferroviaria che congiunge quest'ultima città con Vjaz'ma.